# Nils Fossberg
Nils Fossberg, född på 1600-talet, död 1 juli 1722, var en svensk borgmästare och riksdagsman.

## Biografi
Nils Fossberg föddes på 1600-talet. Han blev 1717 borgmästare i Marstrands stad och var riksdagsledamot för borgarståndet i Marstrand vid riksdagen 1719. Fossberg slutade som borgmästare 1719 och avled 1722.